# Mikrusek sambirański
Mikrusek sambirański (Microcebus sambiranensis) – gatunek ssaka naczelnego z rodziny lemurkowatych (Cheirogaleidae), opisany w 2000 roku.

## Budowa
Zwierzę należy do wedle różnych autorów mniejszych bądź średniej wielkości przedstawicieli swego rodzaju. Schwitzer et al. podają następujące wymiary zwierzęcia: głowa i tułów mierzą od 11 do 12 cm; ogon jest dłuższy, osiągając od 13,4 do 14,5 cm; masa ciała wynosi około 45 g, wedle Louis et al. głowa ma 2,3 cm, długość ciała 11,65 ± 4,14 cm, masa 44,1 ± 5,91 g bądź 48 g.
Ciało mikruska sambirańskiego pokrywa gęste futro o długim włosie. Między oczami leży biała plama, charakterystyczna dla wszystkich mikrusków. Obok uwagę zwracają ciemne znaczenia otaczające oczy. Uszy i ciemię przybierają barwę bursztynu. Po grzbietowej stronie ciała jest ono jasne, czerwonawocynamonowe, dalej autorzy wspominają słabo zaznaczoną bursztynową linię pośrodkową, rozpoczynającą się pomiędzy ramionami i sięgającą koniuszka ogona. Grzbietowa linia występuje też u niektórych innych mikrusków, jak mikrusek szarobrązowy. Futro brzusznej strony ciała jest matowe, białobeżowe.

## Systematyka
Nowy gatunek opisali w 2000 Rasoloarison, Goodman i Ganzhorn. Epitet gatunkowy nawiązuje do miejsca występowania zwierzęcia. Jako miejsce typowe wskazali oni Madagaskar, prowincję Mahajanga, rezerwat Manongarivo, las Bekolosy. Wskazali również współrzędne geograficzne tego miejsca: 14°02′S 48°16′E/-14,033333 48,266667.
W obrębie gatunku nie wyróżnia się podgatunków. Populacja zamieszkująca lasy Mahilaka-Maromandia wskazana została jako potencjalnie odrębny gatunek mikruska.

## Tryb życia
Dane dotyczące trybu życia tego gatunku są skromne. Żyje on na drzewach. Aktywność przypada na noc. W 2013 nie wiedziano nic o jego przemieszczaniu się, areałach czy strukturze społecznej. Hending et al. badali komunikację dźwiękową gatunku. Wykryli 5 różnych odgłosów wydawanych przez mikruska sambirańskiego (3 rodzaje gwizdów, z których pierwszy był najczęstszy, drugi obserwowano 3 razy, a ostatni 1 raz, chichot, pomruk ok. 1 kHz, słyszany raz pomiędzy dwoma osobnikami). Odgłosy te ogólnie przypominają dźwięki wydawane przez mikruska myszatego i rdzawego, aczkolwiek odróżniają się cechami akustycznymi, szczególnie jeśli chodzi o jeden głośny odgłos, gwizd. Badania wykazały też, że mikrusek sambirański wydaje więcej dźwięków w lasach wtórnych, w strefie przybrzeżnej i na brzegu lasu, z czego badacze wyprowadzają wnioski, jakoby preferował te właśnie siedliska. Jako miejsca spoczynku zwierzę wykorzystuje raczej gęstwinę liści (93%) niż dziuple drzew (7%), dlatego też preferuje drzewa o gęstym ulistnieniu niż te o rzadszym. Śpi w sumie na 27 gatunkach, wśród najczęstszych Hending et al. wymieniają Macphersonia gracilis, Macarisia lanceolata, Sorindeia madagascariensis, Diospyros, Mammea punctata, Ficus tiliaefolia. Do rzadszych zaś zaliczały się Burasaia madagascariensis, Clausena inaequalis, Turraea sericea, Mascarenhasia arborescens, Harongana madagascariensis, Scolopia madagascariensis, Margaritaria anomala, Brachylaena perrieri, Terminalia perrieri, Anacardium occidentale, Trachylobium verrucosum, Macphersonia gracilis, Campylospermum anceps, Mimosa, Albizia aurisparsa, Grewia boinensis, Grewia amplifolia, Broussonetia, Sorindeia madagascariensis, Erythroxylum platycladum, Mammea punctata, ponadto niezidentyfikowani bliżej przedstawiciele madagaskarskiej flory. Pomimo obecności w jego terenie drzew Mangifera indica czy Annona chrysophylla stroni od nich, jako że ich rzadkie liście nie chronią go przed drapieżnikami. Dziuple drzew prawdopodobnie zajmują na tych terenach inne lemury, jak Lepilemur sahamalazensis czy Mirza zaza. Odpoczywa mikrusek sambirański na obrzeżach swego rewiru. Śpi zwykle samotnie. Tego samego miejsca spoczynku używa w 24%. Samce i samice nie różnią się w doborze miejsc dziennego spoczynku. O ile zazwyczaj zwierzę spało samo, odnotowano też przypadki grupowego spoczynku, zwłaszcza chłodniejszą porą suchą, kiedy to razem wpadały w torpor, ograniczając w ten sposób straty energii.
Pokarmu zaś poszukuje w centrum swego areału. Zajmuje powierzchnię między 0,87 a 1,61 ha ze średnią 1,15 ha. Różnic między płciami nie stwierdzono. Areały sąsiadujących osobników w dużym stopniu nakładają się na siebie, dokładniej w 83,53% ± 12,34% z zakresem od 60,17% do 100% bez statystycznych różnic między płciami. Dotyczy to także samic z młodymi. Zwierzęta pokonywały jedną nocą od 101 do 333 m, średnio 208 m. I tu różnic między samcami i samicami nie stwierdzono.
Nie wiadomo również nic o rozrodzie. Prawdopodobnie praktykuje poligynandrię Długość pokolenia szacuje się na 5,6 roku.

## Rozmieszczenie geograficzne
Jak wszystkie gatunki lemurkowatych, mikrusek sambirański jest endemitem Madagaskaru. Ma niewielki zasięg występowania na północnym zachodzie wyspy. Wedle Schwitzera et al. w zasadzie występuje na pewno wyłącznie w rezerwacie specjalnym Manongarivo, na północ od rzeki Andranomalaza i na południe od Sambirano. Przypuszcza się jednak, że zwierzę może zamieszkiwać również masyw Tsaratanana i półwysep Ampasindava, aczkolwiek byłyby to izolowane populacje. Późniejsze źródła wskazują już jego występowanie zarówno w Manongarivo, jak i na Ampasindava, podczas gdy przypuszczalnie może jeszcze zasiedlać lasy Mahilaka-Maromandia. Całkowity zasięg szacuje się na 1522 km², jednak zwierzę zajmuje rzeczywiście 700 km². Dolna granica wysokości życia gatunku to 300 m, podczas gdy górna 1600 m nad poziomem morza.

## Ekologia
Siedlisko mikruska sambirańskiego to lasy, zarówno suche, jak i wilgotne. Gatunek spotykano także w siedliskach zmodyfikowanych działalnością człowieka, w tym w lasach otaczających tereny rolnicze i w siedliskach zniszczonych przez ludzi, a nawet w ogrodach leżących blisko lasów wtórnych.
Schwitzer et al. nie mają szczegółowych informacji na temat diety mikruska sambirańskiego. Jak piszą, prawdopodobnie konsumuje on owoce i owady, jak i przypuszczalnie inne elementy diety pozostałych mikrusków.

## Zagrożenia i ochrona
Gatunek objęto w I Załączniku CITES. IUCN, wskazując ograniczony zasięg występowania, jego rozczłonkowanie i dewastację siedlisk w tym obszarze, uznaje mikruska sambirańskiego za gatunek zagrożony wyginięciem. IUCN po raz pierwszy uwzględniła gatunek w 2003, 3 lata po jego opisie, ale nie przyznała mu żadnego statusu (NE, not evaluated). Pierwszy raz rozpoznała status w 2008 jako zagrożony, co powtórzyła w 2014 i w 2020.
Liczebności populacji nie poznano. Jednak spada ona. Wedle danych z 2009 gatunku w niewoli nie hodowano.
Wśród głównych zagrożeń dla istnienia gatunku Schwitzer et al. podają dewastację jego środowiska zwłaszcza przez rolnictwo żarowe, wyręb drewna i produkcję węgla drzewnego. Występuje on w jednym tylko obszarze objętym ochronie, w rezerwacie Marongarivo. Całkowita powierzchnia zasięgu gatunku jest niewielka, a szacunki stanowią, że z uwagi na samą zmianę klimatu od 2000 do 2080 spadnie ona o prawie dwie trzecie pomimo znacznych spadków powierzchni madagaskarskich lasów w poprzednim wieku.